# 目标软件
目标软件（北京）有限公司简称目标软件，成立于1995年，是中国大陆最早一批遊戲开发公司。

## 主要游戏作品
- 《铁甲风暴》（1998年）
- 《傲世三国》（2000年）
- 《秦殇》（2002年）
- 《天骄》（2003年公测）
- 《复活-秦殇前传》（2004年）
- 《天骄II》（2005年公测）
- 《暇月战歌》（2008年公测）
- 《天骄III》（2013年公测）